# Hamid Sultanov
Hamid Sultanov (en azéri : Həmid Həsən oğlu Sultanov, né le 26 mai 1889 à Qazakh et mort en 1938) est un homme politique azerbaїdjanais.

## Biographie
Hamid Sultanov fait ses études au gymnase à Tiflis, et en 1906 il retourne à Bakou. En travaillant à Balakhani, il mène una propagande politique pour la révolution parmi les ouvriers dans les champs de pétrole de Ramana. Il est connu comme un défendeur de la cause de prolétariat. En 1908, il est arrêté et poursuivit par la police après la libération. Il émigre en Allemagne où il poursuit ses études et obtient le diplôme de l’Institut Polytechnique de Leipzig.

## Vie politique

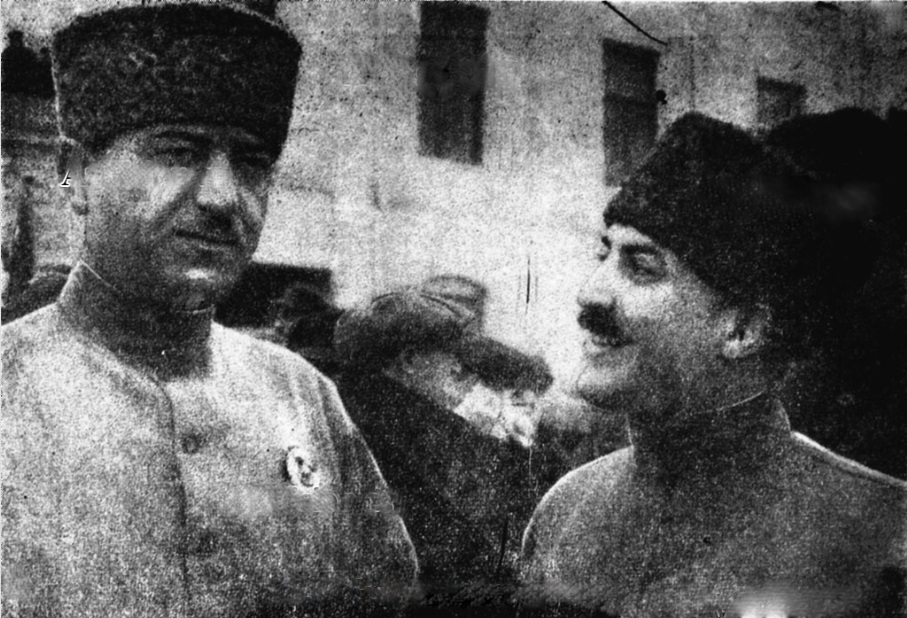
Chingiz Ildyrym and Hamid Sultanov.

Il est l'un des participants actifs à la grève générale des ouvriers de Bakou en 1914. En 1917, Sultanov devient membre du comité central de l'organisation Hummet et, à partir de décembre de la même année, membre du comité exécutif du conseil de Bakou. En 1918, il est secrétaire exécutif du siège central de la Garde rouge, membre de la Verkhovna Rada de Bakou, autorisé par le Conseil des commissaires du peuple de Bakou et vice-président du comité exécutif des Soviets des députés paysans d’ouezd de Bakou. Après la chute du pouvoir soviétique en Azerbaïdjan Hamid Sultanov déménage à Astrakhan, où il devient le président du bureau musulman du comité provincial d'Astrakhan. En été 1919, il est envoyé en Transcaucase pour le travail clandestin avec Buniatzade et Naneishivili.

## Postes occupés
Le 28 avril 1920, le gouvernement de la République démocratique d’Azerbaїdjan est renversé par les bolcheviks et les travailleurs. H. Sultanov entre dans Comité militaire révolutionnaire d'Azerbaïdjan (Azrevkom). Il est nommé commissaire du peuple aux affaires intérieures, restant à ce poste jusqu'au 1er juin 1921. Il dirige la construction du chemin de fer Julfa-Bakou, conçu avant la Première Guerre mondiale. Il est Président du Soviet des commissaires du peuple de la République Autonome de Nakhtchivan, Secrétaire du Comité Central exécutif de la RSS d’Azerbaїdjan. Il est directement impliqué dans la mise en œuvre de mesures répressives contre les dirigeants de l'éphémère République démocratique d'Azerbaïdjan et notamment en ordonnant l'exécution de centaines de personnes arrêtées pour leur implication dans la révolte de Gandja en 1920. En 1938, il devient victime des répressions politiques.

## Mémoire
Plaque commémorative est installée sur le mur du bâtiment de l'ambassade d'Iran à Bakou, où vivaient Ayna et Hamid Sultanov.

## Décoration
Ordre du Drapeau rouge d'Azerbaïdjan (1921).